# Spookschip
Een spookschip is een niet-aangemeerd schip zonder levende opvarenden. De term wordt in de context van traditionele folklore of fictie gebruikt om een schip bemand door geestverschijningen aan te duiden. De term wordt ook gebruikt voor echte, nog drijvende schepen waarvan geen (levende) bemanningsleden meer op het schip aanwezig zijn.

## Voorbeelden

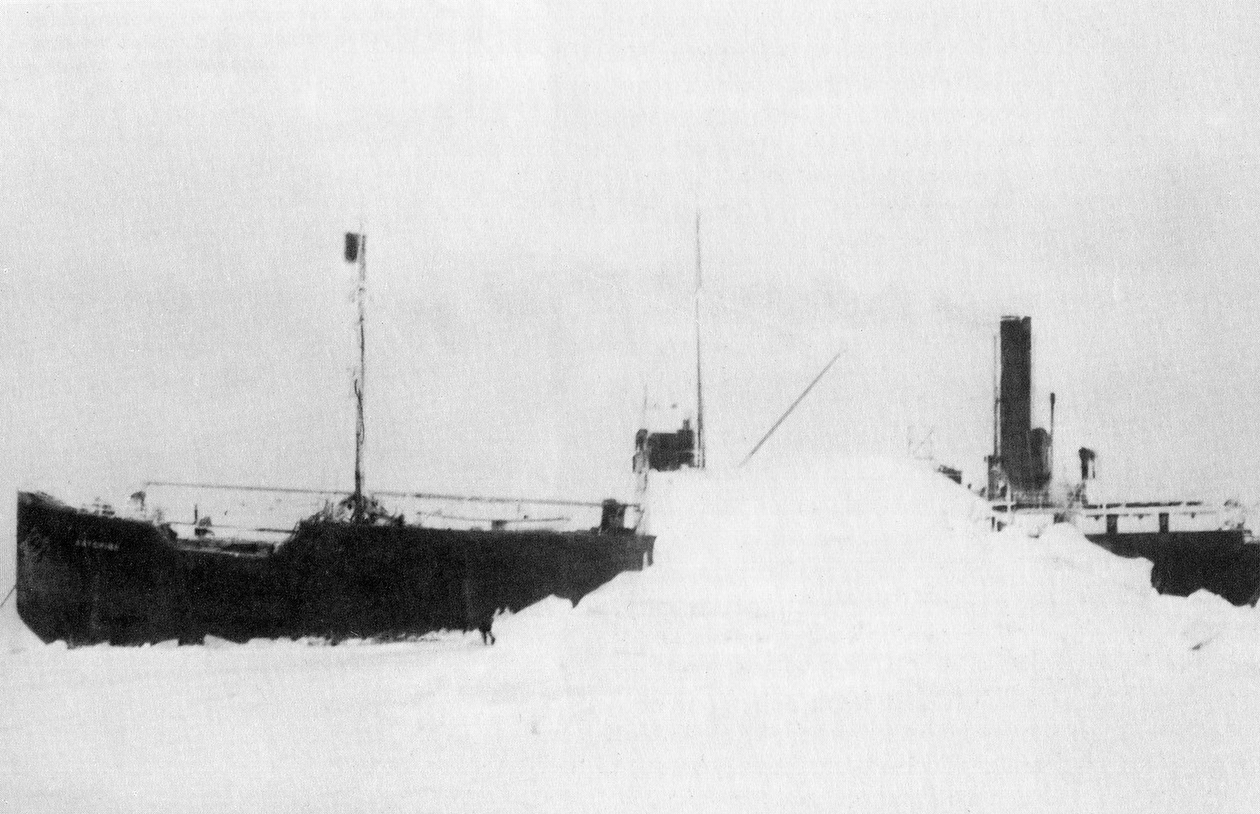
Een foto van spookschip Baychimo kort nadat ze door de bemanning was verlaten

### Historische vondsten
- De Baychimo was een vrachtschip dat in 1931 rond de Noordpool door de bemanning is verlaten en daarna tot 1969 is gesignaleerd als spookschip.
- De Mary Celeste was een brigantijn die met tien opvarenden op 7 november 1872 van New York naar Genua vertrok. Het schip werd vier weken later 510 mijl ten westen van Gibraltar zonder crew en in ongeschonden staat aangetroffen door een vrachtvaarder en met een noodbemanning van drie koppen naar de haven van Gibraltar gevaren.
- De Ryō Un Maru was een Japanse vissersboot die na een zeebeving in 2011 losraakte van haar afmering. Op 1 april 2012 bereikte het onbemande schip de kustwateren van de Verenigde Staten waar het door middel van beschietingen tot zinken werd gebracht.

### Folklore
- Een van de bekendste spookschepen in folklore is De Vliegende Hollander, een schip dat rond Kaap de Goede Hoop zou hebben gevaren met een Hollander als kapitein.
- Volgens een Chileense legende is de Caleuche een groot spookschip dat 's nachts de zeeën rond het eiland Chiloé bezeilt.